# Rolling Stone
Rolling Stone je původně americký časopis, který se věnuje zejména populární hudbě, dále také celebritám, filmům, sportu a liberální politice. Vychází každých 14 dní v mnoha jazykových mutacích po celém světě.
Časopis byl založen v San Franciscu (Kalifornie, USA) v roce 1967 Jannem Wennerem, který je dosud editorem a vydavatelem časopisu, a hudebním kritikem Ralphem J. Gleasonem. Jeho první číslo vyšlo 9. února. V počátcích se věnoval hippies kultuře, ale průběhem času se zaměřil na rockovou hudbu. Během své existence časopis vyhlásil mnoho žebříčků nejlepších interpretů, alb a písní, které zásadně ovlivnily vývoj hudby.
Dnes se časopis orientuje především na mladší populaci a společně s MTV je označován za jedno z nejvlivnějších médií na poli hudby a populární kultury.

## 500 nejlepších alb
V roce 2004 redaktoři časopisu oslovili 273 předních rockových hvězd a s jejich pomocí sestavili žebříček 500 nejlepších hudebních alb a vydali stejnojmennou knihu.